# 大冒険
『大冒険』（だいぼうけん）は、ハナ肇とクレージーキャッツ結成10周年を記念して東宝と渡辺プロダクションの提携により1965年（昭和40年）に製作・公開した日本映画である。総天然色、シネマスコープ（東宝スコープ）。監督は古澤憲吾、主演は植木等。同時上映は『喜劇 駅前大学』。
当時流行していたスパイ映画を題材に、クレージー映画として初めて円谷英二の特撮を取り入れた冒険活劇である。

## あらすじ
世界中で専門家でも見分けが付かないほど精巧に作られた偽札が発見され、日本でも偽壱万円札が発見される。国際的な陰謀団の存在がささやかれる中、警視庁は内閣の指示で秘密裏に捜査を開始する。一方、都内の某アパートに住む元体操選手で雑誌記者の植松唯人は片想いする隣人の悦子と結婚するため、彼女の兄にして元サントリー社員であるアマチュア発明家の啓介に「オール天然色複写機」を作らせ、特許を取って社長になろうとしていた。しかし、その複写機のテスト中、悦子のボーイフレンドである石崎からもらった壱万円札が偽札であることを発見する。植松は早速偽札の記事を書くが、警察にはすでに指名手配されていたうえ、石崎に融資していた「森垣金融」を配下に入れる謎の組織も植松の命を狙い始めていた。こうして、三つ巴の大闘争劇が始まる。

## キャスト
- 花井部長刑事[出典 6]、本人（2役）[12]：ハナ肇
- 植松唯人[出典 6]、本人（2役）[12]：植木等
- 谷井啓介[出典 6]、本人（2役）[12]：谷啓
- 乾刑事[出典 6]、本人（2役）[12]：犬塚弘
- 市橋刑事[出典 6]、本人（2役）[12]：石橋エータロー
- 加倉井編集長[出典 6]、本人（2役）[12]：桜井センリ
- 石崎[出典 6]、本人（2役）[12]：安田伸
- 谷井悦子[出典 6]：団令子
- 森垣久美子[12][5]：越路吹雪
- クラブ「サハラ」の歌手[出典 7]：ザ・ピーナッツ
- 陰謀団アジア地区隊長[出典 7]：中村哲
- 警視総監[出典 7]：佐々木孝丸
- 安岡捜査本部長[出典 6]：村上冬樹
- 大蔵大臣[出典 7]：高田稔
- 日銀総裁[出典 7]：柳永二郎
- 名古屋の警官[2]：由利徹
- パトカーの警官[2]：人見明
- 陰謀団隊員A[出典 7]：桐野洋雄
- ビール会社社長[出典 7]：清水元
- 日本艦隊将校[出典 7]：伊藤久哉
- 通産大臣[出典 7]：北龍二
- 日本艦隊司令[出典 7]：松本染升
- 陰謀団の潜水艦艦長[出典 7]：大友伸
- 黒服の男（陰謀団隊員）[出典 7]：二瓶正也
- 陰謀団隊員[出典 7]：荒木保夫 (B)、岡豊 (C)、伊藤実 (D)
- 指令室の警官[出典 7]：大前亘、今井和雄
- ヒットラー（陰謀団総統）[出典 7]：アンドレ・ヒューズ
- 女ドライバー[出典 7]：沢井桂子
- ピンク・シックス[出典 7]：一ノ木晶子
- クラブサハラのバーテン、陰謀団運転手（名古屋）[12]：越後憲三 〔2役〕
- 松井[出典 7]：西條竜介
- ヒゲの交通警官[出典 7]：広瀬正一
- クラブ「サハラ」のボーイ[2]：井上大助
- クラブマネージャー[2]：門脇三郎
- 陰謀団の潜水艦副官[2]：ハンス・ホルネフ
- 美脚の女、「週刊トップ」記者：谷和子[13]〔2役〕

※カメオ出演者
- 総理大臣[2]：森繁久彌
- バイクスタント：小松政夫
- 仲人[2]：渡辺晋、渡辺美佐[注釈 3]
- 新幹線の乗客：安芸津広
- 刑事、新幹線の乗客：天見竜太郎〔2役〕
- 雑誌売りのおばさん、東京駅新幹線ホームの客：一万慈鶴恵〔2役〕
- 「週刊トップ」記者、新幹線の乗客、日本艦隊参謀：生方壮児〔3役〕
- バイクを盗まれる人：大塚秀男
- 名古屋警察署の警官：大仲清治
- 通行人：丘照美
- 捜査主任：岡部正
- クラブ「サハラ」の客：緒方燐作
- タバコ屋のおばさん：小澤憬子
- 新幹線の乗客：小野松枝
- 通行人、パーティーの客：勝部義夫〔2役〕
- 通行人、名古屋警察署の警官：加藤茂雄〔2役〕
- 石崎の部下：吉頂寺晃
- 新幹線の乗客：記平佳枝
- 大臣：草間璋夫
- 陰謀団隊員：黒木順
- パーティーの客：榊田敬二
- 「週刊トップ」記者、パーティーの客：近藤征矢〔2役〕
- 捜査本部長：佐田豊
- 「週刊トップ」記者、刑事、クラブ「サハラ」のボーイ、指令室の警官、陰謀団隊員：篠原正記〔5役〕
- 「週刊トップ」記者、クラブ「サハラ」の客：清水良二〔2役〕
- 名古屋警察署の警官：鈴川二郎
- 「週刊トップ」記者、新幹線の乗客：須田準之助〔2役〕
- 「週刊トップ」記者、名古屋警察署の刑事：橘正晃〔2役〕
- 「週刊トップ」記者：千葉一郎
- 雑誌を買う男、東京駅新幹線ホームの客：夏木順平〔2役〕
- 米軍司令官：ハロルド・コンウェイ
- クラブ「サハラ」の客、雑誌を買う男：日方一夫 〔2役〕
- 「週刊トップ」記者、クラブ「サハラ」の客、ホテル・メリケン館のボーイ：古谷敏〔3役〕
- クラブ「サハラ」の客、刑事、日本艦隊参謀：松下正秀〔3役〕
- 「週刊トップ」記者：山路恵介
- 「週刊トップ」記者、指令室の警官〔2役〕：由起卓也
- 刑事：中島春雄[14]

## スタッフ
参照
- 製作：藤本真澄、渡辺晋
- 監督：古澤憲吾
- 脚本：笠原良三、田波靖男
- 音楽：広瀬健次郎、萩原哲晶[注釈 1]
- 撮影：飯村正、小泉福造
- 照明：隠田紀一
- 美術：村木忍
- 録音：増尾鼎
- 編集：黒岩義民
- 整音：下永尚
- 監督助手：長野卓
- 製作担当者：古賀祥一
- 特殊技術
  - 特技監督：円谷英二
  - 撮影：有川貞昌、富岡素敬
  - 美術：渡辺明
  - 照明：岸田九一郎
  - 合成：向山宏
  - 監督助手：中野昭慶
  - 製作担当者：小池忠司
  - 光学撮影[2]：川北紘一
  - 美術助手[2]：白崎治郎
- スチール[2][3]：高木暢二
- 現像所：東京現像所

## 挿入歌
「遺憾に存じます」
作詞：青島幸男 / 作曲：萩原哲晶 / 歌：植木等
「ヘンチョコリンなヘンテコリンな娘」
作詞・作曲：ヘンリー・ドレナン / 歌：谷啓
「あなたの胸に」
作詞：安井かずみ / 作曲：宮川泰 / 歌：ザ・ピーナッツ
「討匪行」
作詞：八木沼丈夫 / 作曲：藤原義江 / 歌：ハナ肇
犬山城を訪れたハナ肇が口ずさむ。
「犬山音頭」
作詞：野口雨情 / 作曲：藤井清水 / 歌：植木等
「辞世の歌」
作詞・作曲：不詳 / 歌：植木等
「大冒険マーチ」
作詞：青島幸男 / 作曲：萩原哲晶 / 歌：クレージーキャッツ
ラストの植松と悦子の結婚式会場で歌う。仲人役は渡辺晋・美佐夫妻が務めた。

## 製作
プロデューサーの藤本真澄は、自身が目標に掲げるスタンリー・クレイマーの『おかしなおかしなおかしな世界』を参考にしたという。偽札を巡る展開は、藤本が富士フイルムを見学した際に見た当時最新鋭の電子複写機から発想したものである。本作品について、書籍『ゴジラ画報』では「クレージー版007」、書籍『円谷英二特撮世界』では「ドタバタ版007」と称している。
脚本は前半を笠原良三、後半を田波靖男が担当しており、谷啓が突然神戸の街に登場する、前半では上司のハナ肇にゴマをする小心者だった犬塚弘が新幹線車内ではハナ肇を露骨に蔑む言動をするなど、整合性の取れていない点が散見される。元々は笠原が担当していたが、新藤兼人による原案が笠原の意に沿うものではなかったために筆が進まず、弟子の田波が急遽参加するに至った。さらに監督の古澤憲吾と評論家の中原弓彦が脚本の修正を行ったが、前後の齟齬を修正することに時間がかかり、本来予定していたギャグ部分の監修はほとんど行えなかったという。
撮影は当初の予定より1か月ほど遅れての開始となった。このため、谷啓は主演舞台と重なって当初よりも出番が少なくなり、越路吹雪も大阪リサイタルの前後に撮影を振り分けての参加となった。
屋外ロケではワイヤーアクションを多用しており、主演の植木等はアクションシーンのほとんどをスタントなしで演じている。また、特技監督を円谷英二が担当してミニチュア特撮が用いられているのも特徴。ミサイルが方向転換する場面は、アニメーションで表現された。
劇中の落馬は本当に起きたアクシデントで、植木は打撲を負うが精密検査で異常なしとの結果であった。終盤の大島ロケでも右脚に打ち傷を負うなど、身体を張った演技を行っている。
Uボートが浮上するシーンや日米連合艦隊が艦砲射撃するシーンは、『潜水艦イ-57降伏せず』のシーンをモノクロのまま流用している。このほか、『太平洋奇跡の作戦 キスカ』などの映像も陰謀団のモニター画面などに断片的に流用され、基地の爆破シーンでは『青島要塞爆撃命令』の映像が流用されている。
音楽は、『クレージー作戦 くたばれ!無責任』（1963年）を手掛けた広瀬健次郎が担当した。

## その他

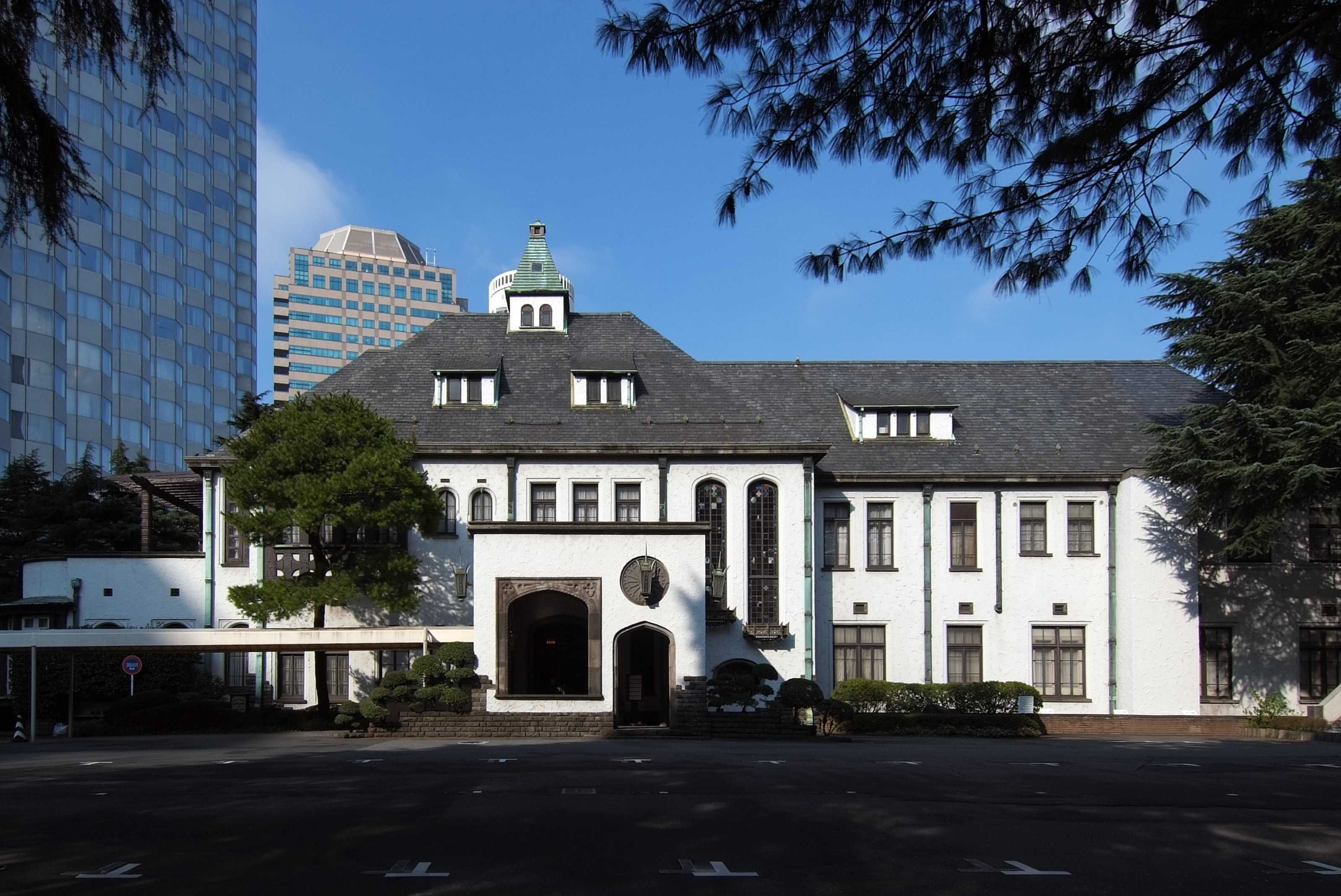
神戸の「メリケンホテル」として使われ、ラストの結婚式で中庭が使われた赤坂プリンスホテル（旧館）

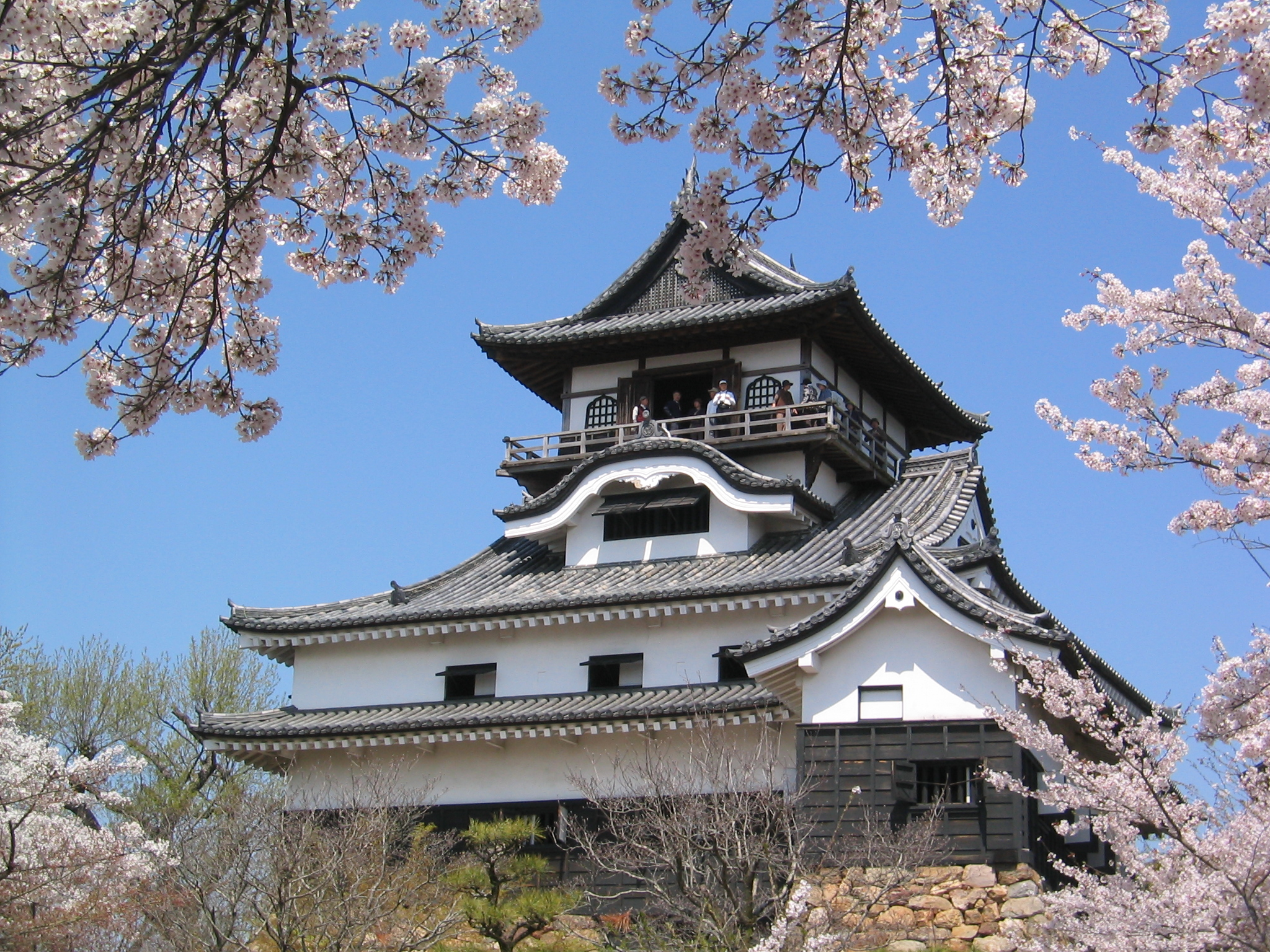
劇中で植松が訪れた犬山城

- 本作品の紙資料や予告編では「クレージーキャッツ結成十周年記念映画」と記されているが、オープニング・タイトルバックでは「クレージーキャッツ」の箇所が「クレージイ. キャッツ」となっている。
- オープニング・タイトルバックのシーンは1965年当時の東京を空撮したもので、東京タワー、東京港、銀座四丁目交差点、東京駅、国立代々木競技場第一体育館・第二体育館、東京国際空港などが登場する[10]。この「空撮」は当時の東宝古澤映画の恒例で、同年公開の『日本一のゴマすり男』や、前年公開の『続・若い季節』でも行っていた。
- 植木等が走行中のバイクから転倒するシーンで、小松政夫がスタントマンとして出演している。
- 神戸と設定されるロケシーンは、ほとんどが横浜で撮影されている。山下公園やマリンタワーなどの知名度が高く、一目で横浜と分かるロケポイントで撮影されている。
- 神戸の場面で登場する「メリケンホテル」は、赤坂プリンスホテルの旧館。作中でも、別館玄関の文字が映りこんでいるのが確認できる。ラストシーンのガーデンウエディング会場も同ホテル中庭であり、かつて古澤が手掛けた『若い季節』のラストにも登場した。
- 名古屋が舞台のロケーションでは当時の名古屋駅周辺の風景が登場し、国宝犬山城の天守閣でもロケーションが行われている。植木等のネイティヴの名古屋弁も登場。ただし、東海道新幹線名古屋駅ホームのシーンは東京駅ホームでの撮影で、車両の窓越しに丸の内駅舎が確認できる。
- 作品中で蒸気機関車（関東鉄道常総線で撮影された）や農耕馬など、当時の風俗では普通に存在した物を利用して西部劇を意識した画作りをしている。
- プロローグの政府会議で、日銀総裁が偽札について「造幣局では、同じ番号の札を2枚も造ってるはずはありませんからねぇ」と言っているがこれは間違いで、大蔵省印刷局が正しい。
- 全部で30作ある東宝クレージー映画の中で、最も短いタイトルを持つ作品である。
- トミーテックから「東宝名車座」企画として、劇中で使用された自動車のミニカーが映画の説明とともに発売された[19]。

## 映像ソフト
2001年4月21日、東宝ビデオから本作品を収録したDVDが発売された（品番：TDV2600D）。このDVDは、4年後の2005年9月30日にディスクラベルとケースのデザインを変更した上で再発売されたが（品番：TDV15294D）、両バージョンともに映像の不具合が生じていたため、不具合ディスクの購入者に対しては修正版ディスクに無償交換することで対応した。
2012年、デアゴスティーニ・ジャパンから本作品を収録した『東宝特撮映画 DVDコレクション 65号』（最終号）が発売された。
2014年1月28日、講談社から本作品を収録した『東宝 昭和の爆笑喜劇 DVDマガジン Vol.22』が発売された。